# Órdenes (parroquia)
Órdenes o Santa María de Órdenes (llamada oficialmente Santa María de Ordes) es una parroquia y un lugar español del municipio de Órdenes, en la provincia de La Coruña, Galicia.

## Entidades de población
Entidades de población que forman parte de la parroquia:
- Alto (O Alto)
- Balado (O Valado)
- Casal (O Casal)
- Casillas (As Casillas)
- Castiñeira (A Castiñeira)
- Castro (O Castro)
- Ceidón
- Darefe
- Espenica (A Espenica)
- Fábrica (A Fábrica)
- Fonte Estrel
- Fraga Gallina (A Fraga da Galiña)
- Gosende
- Merelle
- Mesón de Deus
- O Conde
- O Empalme
- Órdenes (Ordes)
- O Regueiro
- Penelas
- Raxide
- Reboredo
- Sar
- Vidueiro (O Bidueiro)
- Vila Valdés
- Vilar (O Vilar)
- Villaverde (Vilaverde)

## Demografía

### Parroquia
| Gráfica de evolución demográfica de Órdenes (parroquia) entre 2000 y 2019 |
|                                                                           |
| Datos según el nomenclátor publicado por el INE.                          |

### Lugar
| Gráfica de evolución demográfica de Ordes (lugar) entre 2000 y 2019 |
|                                                                     |
| Datos según el nomenclátor publicado por el INE.                    |